# Catless
 (mars 2025).
Si vous disposez d'ouvrages ou d'articles de référence ou si vous connaissez des sites web de qualité traitant du thème abordé ici, merci de compléter l'article en donnant les références utiles à sa vérifiabilité et en les liant à la section « Notes et références ».
 (février 2020).
 (octobre 2024).

## Introduction

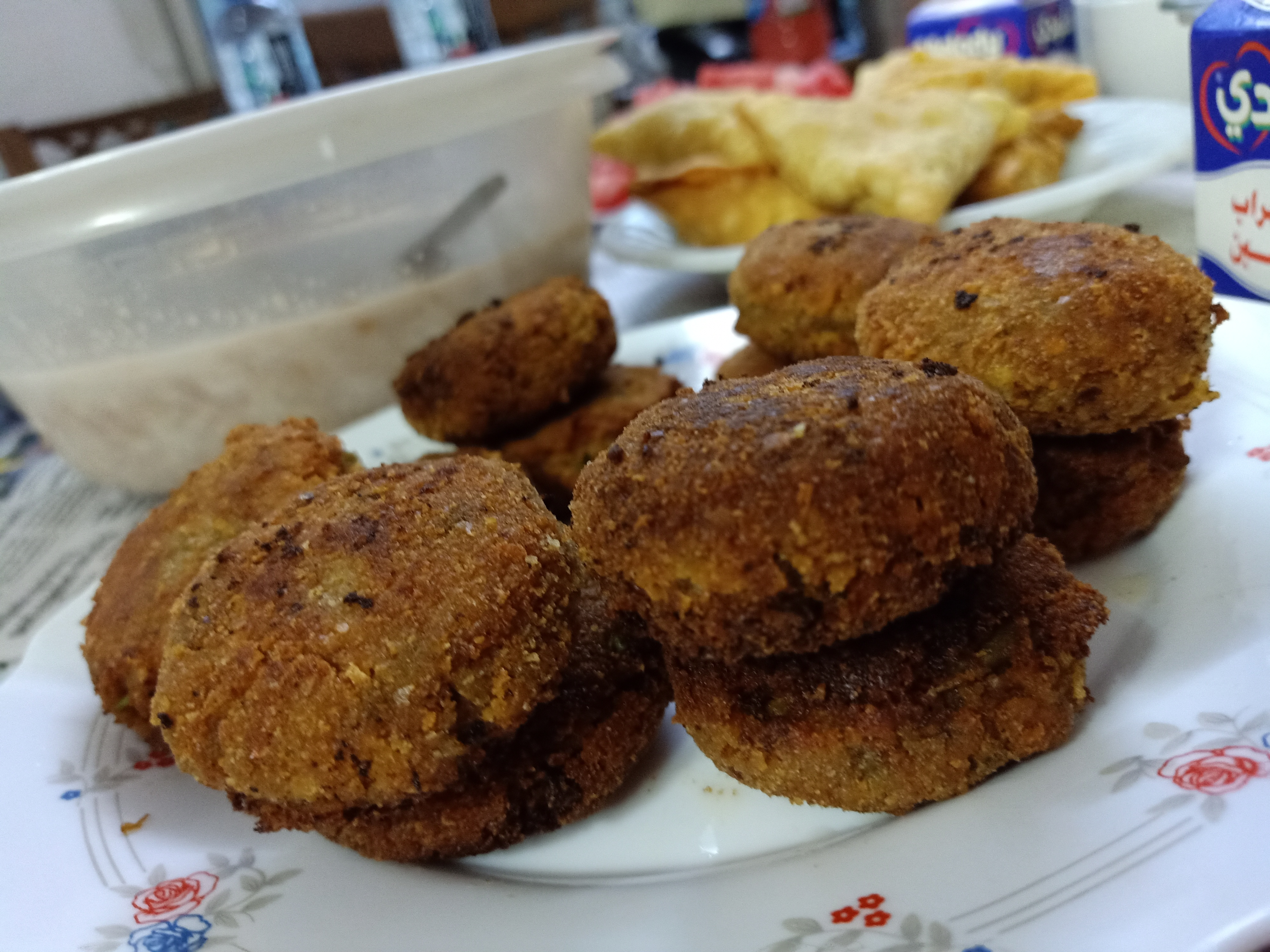
Catless servis dans une assiette.

Un catless est une friture à base de pomme de terre que l'on rencontre dans la cuisine mauricienne, la cuisine réunionnaise d'origine zarabes (où ils sont appelés tiamps) et la cuisine malgache (où ils sont dénommés katlezy). Chez les musulmans de ces îles, ces amuse-gueules sont particulièrement appréciés pendant le Ramadan.

## Histoire
À l'origine, le catless, mets venu d'Inde (où il est connu sous le nom de cutlet, un emprunt à l'anglais), désigne des morceaux de poulet désossés, marinés dans plusieurs épices et frits. Aujourd'hui, le poulet peut être remplacé par du bœuf ou du poisson comme le thon, voire divers légumes.

## Composition et variations en fonction des régions
Bien que les recettes varient légèrement d'une région à l'autre, la base du catless reste essentiellement la même : une purée de pommes de terre mélangée à de la viande hachée, des épices et des herbes aromatiques, façonnée en galettes puis enrobée de chapelure avant d'être frite. Le résultat est une croûte dorée et croustillante qui renferme un cœur fondant et parfumé.
Les catless se consomment généralement chauds, souvent accompagnés de sauces pimentées ou de chutneys comme ceux à base de tamarin ou de coriandre. Ils sont particulièrement populaires en tant que casse-croûte ou lors des grandes occasions, comme les fêtes religieuses et les rassemblements familiaux.
Dans les îles de l'océan Indien, les catless ont su évoluer avec le temps pour intégrer des influences culinaires variées, reflétant la richesse du métissage culturel de la région. Par exemple, à Maurice, il n'est pas rare de trouver des versions végétariennes à base de lentilles ou de pois chiches, tandis qu'à La Réunion, les épices locales apportent un caractère plus relevé aux galettes.
De plus, leur popularité dépasse aujourd'hui les cercles communautaires pour devenir un mets apprécié de tous, quelles que soient les origines ou les croyances. Ils sont vendus dans les échoppes de rue, les marchés et même dans certains restaurants, où ils se déclinent sous différentes formes pour satisfaire toutes les papilles.
Le catless incarne ainsi une véritable fusion culinaire, alliant les traditions indiennes aux influences créoles et arabes, et continue de ravir les amateurs de saveurs épicées et croustillantes à travers l'océan Indien.